# Національний інститут виноградарства (Уругвай)
Національний інститут виноградарства (INAVI) створений в Уругваї законом № 15.903 від 10 листопада 1987 року як особа недержавного публічного права. Виконує роль керівного органу національної винної політики. Базується в місті Лас-П'єдрас, Канелонес, Уругвай.

## Передумови
17 липня 1903 р. згідно із Законом № 2856 контроль та інспекція виноробної промисловості перейшли під контроль держави.

## Функціонування
INAVI керує рада директорів з восьми членів, до складу якої входять:
1. Три делегати виконавчої влади, призначені Міністерством тваринництва, сільського господарства та рибальства, який призначає президента INAVI, Міністерство промисловості та енергетики і Міністерство економіки та фінансів.
2. П'ять представників виробників виноградарства та виноробства або виноградарства.

Орган відповідає за контроль і виконання винної політики, контролює процес виробництва, регулюючи обсяги та якість виробництва. Окрім вирішення аспектів, пов'язаних з розвитком та дослідженнями виноробної галузі. На додаток до вищезазначеного, виконує функції консультування виконавчої влади та контролю за дотриманням чинного законодавства про виноробство.
Також пропонує курси, щоб знати, як вибрати та рекомендувати уругвайські вина. Це поширює переваги уругвайських вин на міжнародних конференціях.
Прикладом кроків, здійснених INAVI, є нещодавнє оголошення (2013 р.) про збільшення експорту до Росії та зниження тарифів на уругвайські вина в Південній Кореї.
Ще одна сфера, в якій INAVI виконує свої функції, — це просування уругвайських вин.